# Рудолф Хьос
Рудолф Франц Фердинанд Хьос (на немски: Rudolf Franz Ferdinand Höss) (25 ноември 1901 – 16 април 1947), известен само като Рудолф Хьос, е оберщурмбанфюрер от СС.
Става член на Националсоциалистическата партия през 1922 г. Постъпва в СС през 1934 г. Той е първият комендант на концентрационния лагер Аушвиц от 4 май 1940 г.
Осъден е на смърт на 2 април 1947 г. от Върховния национален трибунал във Варшава и е обесен на 16 април същата година.